# Tutto scorre
Tutto scorre, pubblicato nel 1985, è un album del cantautore Enrico Ruggeri.

## Il disco
È considerato l'album della maturità artistica per Enrico Ruggeri, che entra decisamente nel novero dei cantautori più stimati. Secondo Ruggeri, Tutto scorre soffrì a livello di vendite per la mancanza di un vero brano di traino, anche se alcune canzoni sono ancora apprezzate in concerto a distanza di trent'anni, e il disco è molto amato dai fan di lunga data.

## Tracce
1. A mia moglie – 4:45
2. Il futuro è un'ipotesi – 4:21
3. In trincea – 3:44
4. La vita corre ancora – 3:30
5. Beneficio d'inventario – 2:57
6. Da questa vecchia casa – 4:14
7. La prima sigaretta – 3:29
8. Poco più di niente – 4:44
9. Non sono incluse batterie – 3:41
10. Savoir faire – 4:21
11. Fantasmi di città – 3:33
12. L'ultimo pensiero – 2:16